# Fishkill
Ne doit pas être confondu avec Fishkill (village, New York).
Fishkill est une ville américaine située dans le comté de Dutchess dans l'État de New York, à environ 95 km au nord de la ville de New York.
Sa population était de 20 258 habitants en 2010.
La ville, où passe la rivière Fishkill Creek, contient un village, lui aussi appelé Fishkill. Elle a joué un rôle important lors de la Guerre d'indépendance des États-Unis, alors qu'un important campement militaire y était implanté.